# Classification des hydrocarbures liquides
 (mars 2024).
Si vous disposez d'ouvrages ou d'articles de référence ou si vous connaissez des sites web de qualité traitant du thème abordé ici, merci de compléter l'article en donnant les références utiles à sa vérifiabilité et en les liant à la section « Notes et références ».
Cet article traite de la classification des hydrocarbures liquides. « Hydrocarbure » est à prendre au sens large, c'est-à-dire tout mélange de ceux-ci, sous la forme de pétrole naturel, ou produit synthétique similaire.

## Par provenance
La production totale d'hydrocarbures liquides peut se décomposer comme suit :
- « pétrole brut » (ou « brut », crude en anglais) désigne le pétrole issu d'un gisement naturel, et que l'on exploite sous forme liquide à la pression atmosphérique. Cette appellation désigne donc un produit naturel avant raffinage, mais qui a déjà perdu une partie de sa composition de gisement, la fraction d'hydrocarbures légers quittant la phase liquide sur le lieu même de son exploitation[1].

On parle de « brut conventionnel » pour être plus restrictif, en insistant sur l'exclusion des catégories qui suivent. L'ASPO a défini une catégorie encore plus exclusive, le pétrole dit « régulier », qui ajoute une classification par provenance, excluant l'offshore profond (plus de 500 mètres d'eau) et les régions situées au-delà des cercles polaires, mais qui inclut les condensats ;
- les « condensats », dits aussi « pentane plus » ou « C5+ », ou « liquides de puits de gaz naturel » : ce nom désigne la fraction légère allant du pentane (C5H12) jusqu'à l'heptane (C7H16) ou l'octane (C8H18). Les condensats désignent la fraction d'hydrocarbures qui, en solution gazeuse dans le gisement, condensent sous forme liquide à pression atmosphérique. Ils sont généralement associés aux grands gisements de gaz naturel, mais aussi au gaz associé des champs de pétrole.

C'est une contribution importante aux approvisionnements mondiaux, de l'ordre de 6 Mbep/j, et il s'agit de plus de liquides de très haute qualité (légers et contenant peu de soufre).
Il est assez rare que les quantités concernant les condensats soient données explicitement, ils sont presque toujours inclus dans le pétrole brut, sauf pour les pays de l'OPEP, car ils sont exclus des quotas. Il arrive aussi que les condensats produits par les gisements exploités pour le pétrole brut soient comptés avec celui-ci, mais que ceux produits par les gisements de gaz soient comptés à part (c'est le cas aux États-Unis par exemple) ;
- les « liquides de gaz naturel » (éthane, propane, butane - C2 à C4) restent des gaz à température ambiante, mais sont liquéfiés dans les usines qui traitent le gaz, par cryogénie. On parle de « liquide d'usine de naturel ». Butane et propane sont souvent appelés gaz de pétrole liquéfié (GPL), mais, dans cette appellation, on ne distingue pas ceux qui viennent des usines de gaz naturel et ceux qui viennent du raffinage du pétrole (qui contient aussi du butane et du propane en solution) ;
- les pétroles extra-lourds, trop visqueux pour être vendus directement (non transportables par pipeline), peuvent être mis sur le marché par deux méthodes :
  - on en produit du syncrude. On trouve ce type de production au Canada (Athabasca : 600 kbbl/j environ ; il s'agit de bitume, solide à l'état naturel) et au Venezuela (vallée de l'Orénoque : plus de 550 kbbl/j ; liquide à l'état naturel). Il est produit via de coûteuses opérations surtout s'il s'agit de bitume, notamment l'ajout d'hydrogène et l'injection de vapeur et/ou de solvants pour le liquéfier in situ,
  - le pétrole extra-lourd (de ces deux mêmes régions) vendu non transformé en syncrude (donc de faible valeur). Il est soit mélangé à des hydrocarbures légers (condensats, brut léger, syncrude ou naphta) pour donner un mélange suffisamment fluide pour le transport en pipeline, soit sous forme d'émulsion dans l'eau (Orimulsion vénézuélienne),
  - actuellement, seuls l'Athabasca et la vallée de l'Orénoque produisent des pétroles extra-lourds, mais il en existe des réserves (beaucoup plus petites) à d'autres endroits : Madagascar, Russie, Alaska, Inde, etc. ;
- les liquides de synthèse produits à partir de charbon et de gaz naturel. L'Afrique du Sud est de loin le premier producteur (165 kbbl/j) et utilise surtout du charbon comme matière première. De nombreux projets sont à l'étude dans divers pays (Qatar, Chine…) ;
- les agrocarburants, de type biodiesel et alcool ;
- le « gain de raffinage » : les raffineries, grâce notamment à l'hydrocraquage (ajout d'hydrogène) produisent des liquides globalement un peu moins denses que le brut qu'elles achètent, il y a donc un gain en volume qu'il faut prendre en compte comme une catégorie de production si l'on veut que les chiffres de production et de consommation coïncident. C'est quelque peu trompeur, puisque le gain de raffinage n'est évidemment pas une source d'énergie. C'est un effet de l'habitude de mesurer le pétrole en volume, alors qu'il aurait été plus rigoureux de le mesurer en masse, ou mieux encore en pouvoir calorifique (ce qui ne se pratique, semble-t-il, qu'en Nouvelle-Zélande).

### Commentaires
Ces multiples catégories rendent difficile l'évaluation de la production et des réserves, car de nombreuses sources donnent des quantités sans indiquer clairement quelles catégories sont prises en compte ou pas. Il est souvent difficile de comparer deux pays en étant certain d'avoir des chiffres incluant exactement la même chose. De plus, les limites entre catégories sont parfois floues : ainsi, on considère en général que la limite entre bitumes et brut conventionnel est à 15° API (voir plus bas), mais cette valeur est arbitraire. Pour le Venezuela, elle se situe à 10° API. Une partie des quantités qu'il  annonce doit donc être transférée dans la catégorie des pétroles non conventionnels.
On parle souvent de pétrole « conventionnel » contre « non conventionnel », mais là aussi cette distinction est sujette à interprétation. Souvent, le pétrole « conventionnel » désigne les catégories 1, 2 et 6, parfois seulement la catégorie 1. Certains classent même comme « non-conventionnels » certains pétroles bruts à haut coût de production, venant de gisements offshore très profonds (et ici encore la limite est variable : 300, 500 ou 1 000 mètres d'eau), de régions polaires (mer de Barents et Alaska, entre autres) ou de gisements matures en phase de récupération tertiaire (par exemple par injection de CO2).

## Par qualité
Les pétroles (qu'il s'agisse des bruts conventionnels, de condensats, ou de syncrude) ne sont pas tous de la même qualité. Différentes échelles permettent de comparer les pétroles entre eux. Les plus importantes sont la densité et la teneur en soufre.
- La « densité API » (conçue par le American Petroleum Institute) est utilisée dans le système anglo-saxon pour exprimer la densité du pétrole. Un liquide dont le degré API est de 10° à une température de 15 °C, a une densité de 1,00 (soit celle de l'eau) à la même température. Une densité de 22° API à 15 °C équivaut à 0,9218 de densité à 15 °C et 35° API à 15 °C équivaut à 0,8498 de densité à 15 °C. La limite inférieure du pétrole conventionnel est généralement placée à 15° API. 
On parle généralement de brut lourd pour moins de 20° API, moyen dans les 20 à 30° API et léger au-delà, mais ces bornes varient selon les pays. Les pétroles les plus légers sont les plus convoités par les raffineurs, car ils donnent directement de nombreuses coupes légères de grande valeur (diesel, essence, naphta). À l'inverse, les pétroles lourds donnent plus de produits, tels que des bitumes et du fioul résiduel, qu'il faut soit vendre tels quels à bas prix, soit convertir en coupes plus légères, notamment par hydrocraquage (ajout d'hydrogène).

- La teneur en soufre varie considérablement d'un gisement à l'autre et donc d'un mélange commercial à l'autre, de 0,03 % à quelque 5 %. Le soufre est un polluant que les raffineurs doivent retirer (du moins dans les pays ayant des lois contre les pluies acides), il diminue donc la valeur du brut. On place en général à 0,5 % de soufre la limite entre pétrole « doux » (sweet) et « acide » (sour). Un brut peut être :
  - TBTS (très basse teneur en soufre) ;
  - BTS (basse teneur en soufre) ;
  - MTS (moyenne teneur en soufre) ;
  - HTS (haute teneur en soufre) ;
  - THTS (très haute teneur en soufre).

- Outre ces deux échelles principales, il y a nombre d'autres critères de qualité, parmi lesquels on peut citer la viscosité, l'acidité, les ratios entre types d'hydrocarbures (cycliques ou non, saturés ou non), et les teneurs en azote, en métaux lourds, en sels.

| % S du fioul Rdt % du fioul | Brut TBTS ≤ 0,5 % S                                 | Brut BTS ≤ 1,0 % S | Brut MTS ≤ 2,0 % S       | Brut HTS ≤ 3,0 % S                  | Brut THTS > 3 % S                                                      |
| --------------------------- | --------------------------------------------------- | ------------------ | ------------------------ | ----------------------------------- | ---------------------------------------------------------------------- |
| Très léger Rdt ≤ 31 % Pds   | Hassi-Messaoud Zarzaitine Nigeria Light             | Brent              |                          |                                     |                                                                        |
| Léger Rdt ≤ 38 % Pds        | Nigeria Forcados Nigeria Médium                     | Bréga Zuétina      | Murban                   | Qatar Zakhum Berri Umm Shaïff       |                                                                        |
| Moyen Rdt ≤ 48 % Pds        | Ekofisk                                             | Es Sider           |                          | Agha Jari Ashtart Arabe Léger Tatar | Basrah Kirkuk                                                          |
| Lourd Rdt > 48 % Pds        | Amna Bassin Parisien Gamba Emeraude / Loango Loango | Emeraude           | Grondin / Mandji mélange | Grondin                             | Buzurgan Kuwait Safaniya (Arabe lourd) Tia Juana Bachaquero Rospo Mare |

### Commentaires
Le prix d'un pétrole donné est déterminé par rapport aux bruts qui servent de référence (Brent en Europe, West Texas Intermediate aux États-Unis, Minas en Asie du Sud-Est, etc.). Un pétrole donné, selon sa qualité et sa distance du marché (pour refléter le prix du transport, qui atteint quelquefois 4 euros par baril), se voit attribuer un différentiel de prix par rapport au brut de référence. Ce différentiel est le plus souvent négatif, puisque les bruts qui servent de référence sont des pétroles de très bonne qualité et disponibles près des centres de consommation. Il varie aussi selon le marché.